# Giftfrø
Giftfrø og farvefrø er fællesbetegnelser for springpadder i familien Dendrobatidae. Deres naturlige levesteder er Mellemamerika og Sydamerika. Den grønne og sorte giftfrø Dendrobates auratus er blevet indført til nogle af øerne i Hawaii.

## Baggrund
Frøerne er små, dagaktive og ofte med kraftige farver. Mange af arterne har forskellige former for gift i huden. Der er indianere i Sydamerika, der bruger giften fra frøen til at fremstille pilegift. Den art med den kraftigste gift er den gule giftfrø Phyllobates terribilis.
Giften i frøen menes at skyldes dens føde: myrer, mider og biller. Gift fra de leddyr den spiser bliver gemt i kirtler i huden. Frøer der fanges i naturen og derefter holdes i fangenskab og fodres med bananfluer og fårekyllinger mister gradvist deres gift.
De bruger den kraftige farve til at afskrække dens fjender, på den måde fortæller den "Jeg er farlig! Spis mig ikke!"
| Dyr | Spire Denne artikel om dyr er en spire som bør udbygges. Du er velkommen til at hjælpe Wikipedia ved at udvide den. |